# Římskokatolická farnost Třeština
Římskokatolická farnost Třeština je územní společenství římských katolíků v děkanátu Zábřeh s farním kostelem svatého Antonína Paduánského.

## Historie farnosti
Farní kostel byl postaven v letech 1865 až 1866. Byl vystavěn na místě původní kapličky. Základní kámen byl položen 5. července 1863 v den oslav tisícího výročí příchodu slovanských věrozvěstů svatých Cyrila a Metoděje na Moravu.

K historii farnosti patří i P. Svatopluk Bohumil Kyselý
kněz, prozaik, překladatel, čestný konzistorní rada (* 9. 12. 1872 v Držovicích, † 1. 12. 1935 ve Vrahovicích).
    Středoškolská studia v tzv. „malém semináři“ (pozdější arcibiskupské gymnázium) dokončil na Německém státním reálném gymnáziu v Kroměříži. Po absolvování bohoslovecké fakulty v Olomouci byl tradičně dne 5. 7. 1895 vysvěcen na kněze arcibiskupem Theodorem Kohnem. Nastoupil do duchovní služby, od září 1895 do listopadu 1897 působil ve Veselé na Valašsku, od přelomu 1897/8 do 31. 12. 1906 sloužil v Kokorách, nejdříve jako kaplan a posléze administrátor. Od 1. 1. 1907-13. 9. 1916 sloužil jako farář v Rokytnici u Přerova. Od 13. 9. 1916-1. 1. 1927 byl oficiálem a nakonec zástupcem ředitele arcibiskupské kanceláře v Olomouci a vikářem na dómě u sv. Václava a od 1924 i u sv. Michala. Od 1. 1. 1927-1. 7. 1929 působil v Třeštině na Šumpersku. Jeho posledním působištěm od 1. 7. 1929-15. 4. 1934 byla Choryně na Valašskomeziříčsku. V důchodu od tohoto data až do své smrti v 63 letech ve Vrahovicích dne 1. 12. 1935 vypomáhal kratičký čas v duchovní správě ve Vrahovicích faráři P. Bartoníkovi. Pohřbil jej ve Vrahovicích dne 4.12.1935 olomoucký gen. vikář ThDr. J. Martinů (1881-1940) spolu s P. F. Bartoníkem (1884-1935) a rodným bratrem ThDr. K. Kyselým.  Rodinná hrobka je ihned za bránou na hřbitov vlevo.
    Od bohosloveckých studií se zabýval studiem řečí a literatur románských, germánských a maďarské. Proslul jako plodný překladatel, prozaik a náboženský spisovatel, publicista a literární kritik. Pro rozsah svých jazykových znalostí byl označen jako moravský Mezzofanti. První překlady z vlaštiny a švédštiny uveřejnil v brněnské „Vesně“ (1893). Publikoval překlady novel, povídek a referáty z literatury francouzské, maďarské, italské a švédské, hlavně v olomouckém „Novém Obzoru“ a v brněnské „Hlídce" (Goldoni, Delly, Várossy, Viciano, Cervantes, Nicolai, Gyulay, Barsány, Machiavelli, Gaël aj.). Drobné překlady vycházely v Evě, Našinci, Dni, Čechu, Škole Bož. Srdce Páně, Květech Mariánských, Pokladu věřících, Naší domovině, Andělu Strážci, Dětském světě, kalendáři Matice C.M., a americkém Hlasu. Publikoval pod pseudonymem J. Lesík. V literární práci překladatelské byl opravdovým nezmarem.

## Duchovní správci
Administrátorem excurrendo je k prosinci 2016 R. D. Jaroslav Šíma.

## Bohoslužby
| Kostel                       | Místo    | Bohoslužba (den) | Hodina                                                                                       | Poznámka     |
| ---------------------------- | -------- | ---------------- | -------------------------------------------------------------------------------------------- | ------------ |
| svatého Antonína Paduánského | Třeština | sobota pondělí   | 17.00 (zimní čas)/18.00 (letní čas) (s nedělní platností 17.00 (zimní čas)/18.00 (letní čas) | farní kostel |